# Anoplodera porphyrophora
Anoplodera porphyrophora là một loài bọ cánh cứng trong họ Cerambycidae.